# Xã Mine La Motte, Quận Madison, Missouri
Xã Mine La Motte (tiếng Anh: Mine La Motte Township) là một xã thuộc quận Madison, tiểu bang Missouri, Hoa Kỳ. Năm 2010, dân số của xã này là 843 người.